# Axonopus purpusii
Axonopus purpusii là một loài thực vật có hoa trong họ Hòa thảo. Loài này được (Mez) Chase mô tả khoa học đầu tiên năm 1927.